# Martin T4M
Die Martin T4M, mit der Herstellerbezeichnung Model 74, war ein amerikanischer Torpedobomber, der aus der Martin T3M entwickelt wurde. Dieser einmotorige Doppeldecker war der Standard-Torpedobomber der U.S. Navy in den späten 1920er Jahren. Die Great Lakes TG, eine weiterentwickelte Version der T4M, übernahm später ihre Rolle und wurde bis in das Jahr 1938 aktiv genutzt.

## Entwicklungsgeschichte
Da die U.S. Navy mit der Leistung der Martin T3M nicht zufrieden war, wurde eine T3M-2, die BuNo: A-7224 ausgewählt, um Versuche mit luftgekühlten Sternmotoren durchzuführen. Diese versprach bessere Leistungen des Flugzeuges, da der Motor insgesamt leichter war. Diese Umbauten wurden bei der Naval Aircraft Factory durchgeführt. Die als XT3M-3 bezeichnete Maschine erhielt einen Pratt & Whitney R-1690-24. Es scheint auch Versuche mit einem Pratt & Whitney R-1700 gegeben zu haben, die jedoch nicht zur Serienfertigung führten. Ein weiterer Versuch mit einem Wright R-1750 Cyclone führte zur XT3M-4, auch diese Version ging nicht in Serie. Die erfolgreichen Versuche mit dem Pratt & Whitney R-1690-24, führten dazu dass die U.S. Navy 1927 einen Prototyp bei Martin bestellte: die XT4M-1, die am 4. August 1928 ausgeliefert wurde. Dem Prototypen folgte zwei Baulose mit insgesamt 102 Serienflugzeugen, die ab 1928 unter der Bezeichnung T4M-1 ausgeliefert wurden.
Martin verkaufte im Oktober 1928 sein Werk in Cleveland, in dem die T4M gebaut wurden, an die Great Lakes Aircraft Company, inklusive der Rechte zum Bau der T4M. Die Firma Great Lakes erhielt einen Auftrag zur Lieferung von 18 Flugzeugen, die als TG-1 bezeichnet wurde. Der größte Unterschied lag in einem modifizierten Fahrwerk. Deren Produktion begann im Januar 1929 und die erste Ablieferung an die U.S. Navy erfolgte dann am 30. April 1929.
Am 2. Juli 1930 bestellte die U.S. Navy 32 Flugzeuge einer verbesserten Version, die als TG-2 mit einem stärkeren Wright R-1820 Cyclone-Sternmotor gebaut wurden. Diese Flugzeuge sollten ursprünglich als TE-1 von der Detroit Aircraft Corporation produziert werden. Da Detroit den Auftrag an die Tochtergesellschaft Great Lakes weitergab, wurden die Flugzeuge jedoch als TG-2 bei Great Lakes gefertigt.
Der Torpedo Mk. 7 Mod 3 wurde in den 1920er- und 1930er-Jahren von den U.S.-Torpedoflugzeugen verwendet, war jedoch für den Einsatz in Flugzeugen aufgrund seines hohen Gewichts problematisch. Die Schwierigkeiten mit der Martin T4M und der Great Lakes TG führten 1933 zu Überlegungen, ob die Entwicklung trägergestützter Torpedobomber eingestellt werden sollte. Letztendlich wurde diese Idee jedoch verworfen.
Es wurde von Martin versucht, ein Nachfolgermodell der T4M an ausländische Kunden unter der Bezeichnung Model 124 zu verkaufen. Das scheiterte.

## Einsatzgeschichte
Die beiden Torpedostaffeln (VT-1B und VT-2B), die für die 1927 in Dienst gestellten Flugzeugträger Lexington und Saratoga vorgesehen waren, wurden mit der T4M ausgerüstet. Zuvor waren die T4M bereits zu Trainingszwecken auf dem Flugzeugträger Langley im Einsatz.
Während der Flottenübung im Januar 1929 (Fleet Problem IX) kam auch die Martin T4M mit Fliegerbomben zum Einsatz. Diese Übung demonstrierte die Effektivität von Flugzeugträgern mit ihren Bordflugzeugen sowohl gegen Kriegsschiffe als auch gegen Landziele.
Ab 1932 wurde die T4M durch den Sturzkampfbomber Martin BM auf der USS Saratoga ersetzt, wobei dieser ein Sturzkampfbomber war und somit kein Ersatz als Torpedobomber war.
Die Martin T4M/TG bewies im Rahmen verschiedener Übungen ihre Vielseitigkeit und Effektivität als Trägerflugzeug der U.S. Navy. Am 19. August 1936 wurde das außer Dienst gestellte amerikanische U-Boot USS R-8 (SS-85) während Zielübungen durch Flugzeuge des Typs Martin T4M-1 versenkt. Vier Nahtreffer mit 100-Pfund-(45-kg)-Bomben führten letztendlich zum Untergang des U-Boots. Als weiterer Verwendungszweck wurde auch das Legen von Nebelbänken durch diesen Flugzeugtyp geübt, sodass fremde Kriegsschiffe die Sicht auf die eigenen verwehrt werden konnte.

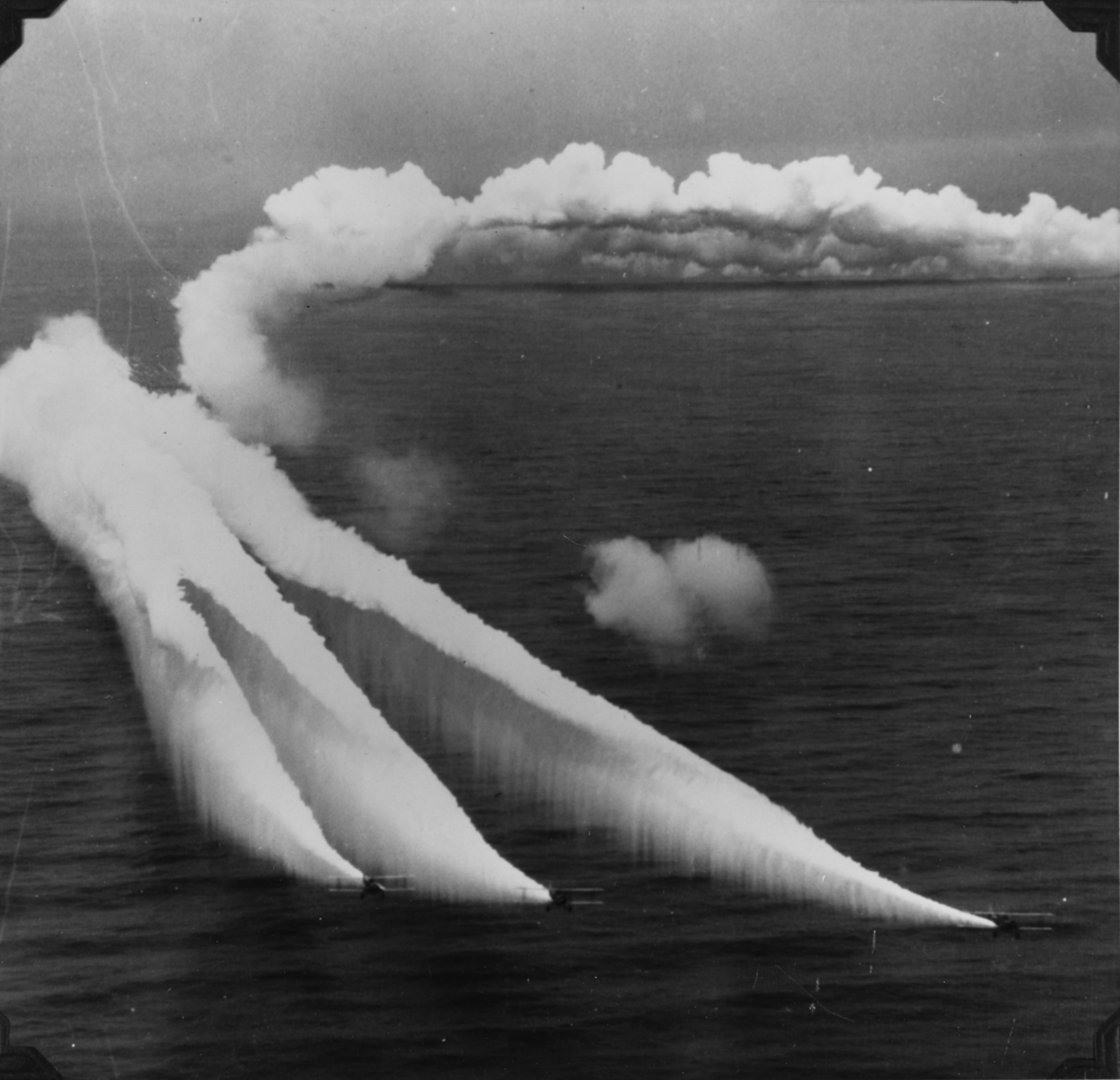
Ein Nebelvorhang wird von drei Torpedobombern Martin T4M ausgelegt, etwa Anfang der 1930er Jahre.

Die T4M und TG erwiesen sich als schwer zu ersetzen. Weder die Martin XT6M noch die Douglas XT3D konnten im Bewertungsprozess ausreichende Verbesserungen vorweisen, um eine Beschaffung zu rechtfertigen. Im Zeitraum von 1928 bis 1937 waren die T4M-1, TG-1 und TG-2 auf den Flugzeugträgern der U.S. Navy im Einsatz.
Ab 1938 wurden die Martin T4M und Great Lake TG in ihrer Funktion als Torpedobomber durch den Eindecker Douglas TBD Devastator ersetzt. Damit markierten sie das Ende der Ära der Doppeldecker-Torpedobomber in der U.S. Navy. Nach der aktiven Dienstzeit wurden sie lediglich in Reserveeinheiten oder für untergeordnete Aufgaben genutzt.
Im März 1940 startete die Naval Aircraft Factory ein Projekt zur Funksteuerung einer Great Lakes TG-2. Dabei wurde das Flugzeug bis zu einer Entfernung von 1,5 Meilen per Funk gesteuert, einschließlich des Torpedoabwurfs. Einhundert veraltete Torpedoflugzeuge wurden dem Projekt zugewiesen. Nach dem Kriegseintritt der USA in den Zweiten Weltkrieg wurde das Programm jedoch eingestellt. Die Idee einer ferngesteuerten Drohne wurde jedoch nicht vollständig aufgegeben. Am 9. April 1942 wurde ein erfolgreicher Torpedoangriff auf die fahrende USS Aaron Ward durchgeführt. Eine TG-2 wurde per Funkfernsteuerung von Moulton B. Taylor gesteuert, wobei eine im Flugzeug eingebaute Kamera das Zielen ermöglichte.

## Konstruktion

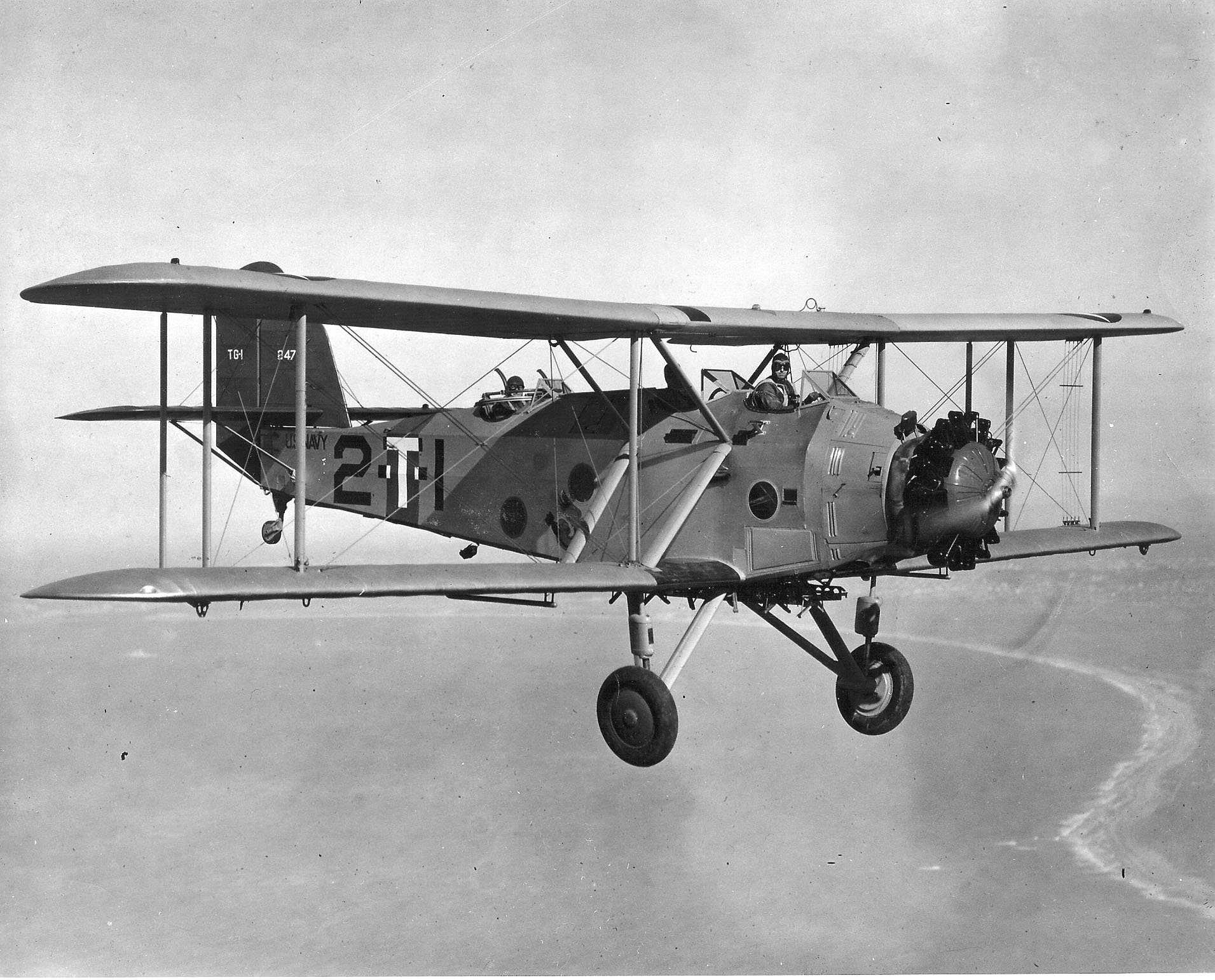
Great Lakes TG-1, BuNo: 8472 der VT-2B

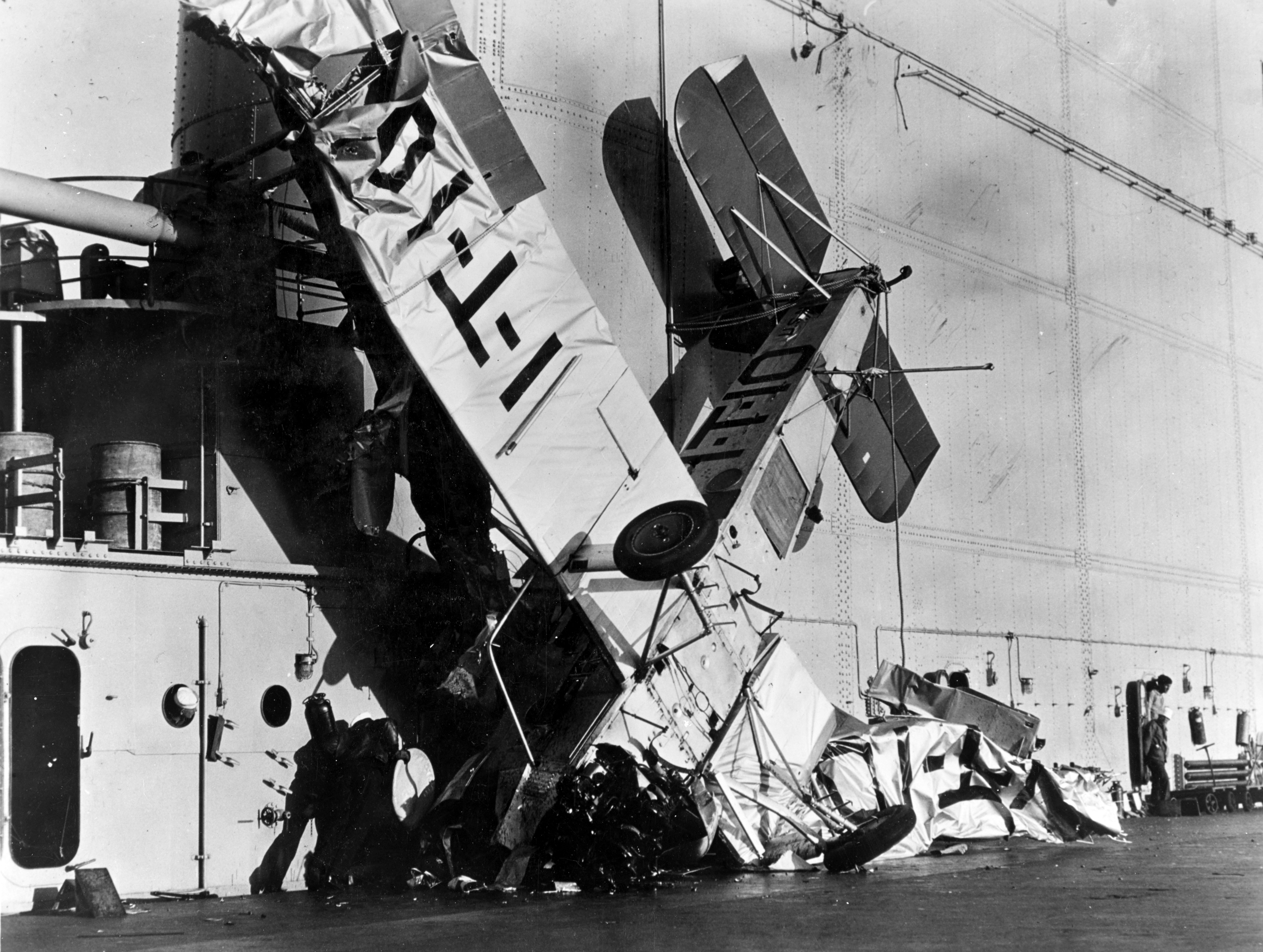
Wrack einer Martin T4M-1 einer Torpedostaffel (VT-1B) der US Navy an Bord des Flugzeugträgers USS Saratoga (CV-3), im Jahr 1936. Beide Fanghakensysteme sind dabei gut erkennbar

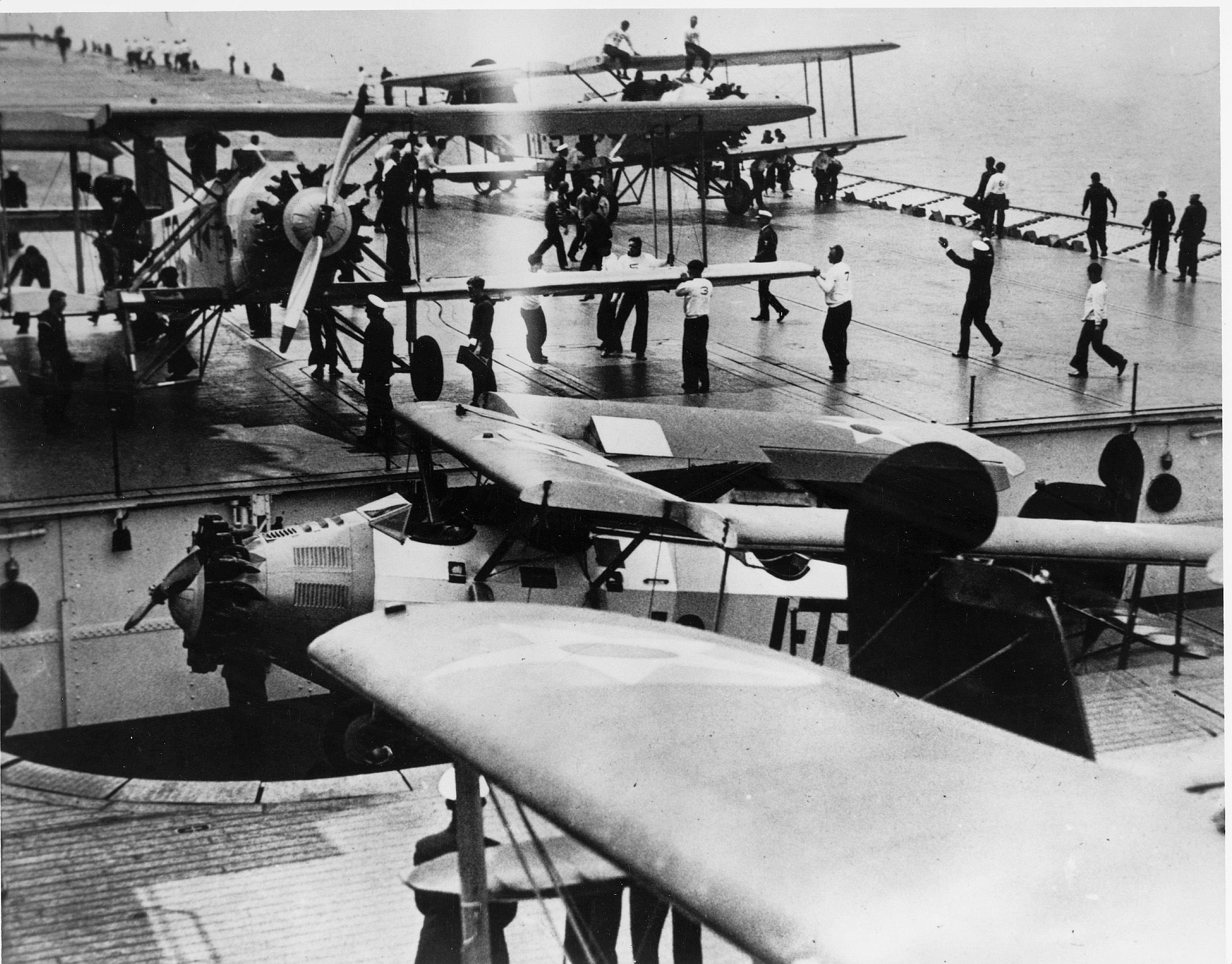
Martin T4M-1 an Bord der USS Lexington

Rumpf:
Die Martin T4M war in Gemischtbauweise ausgeführt. Der Rumpf war im Bereich des Motors mit einer Metallverkleidung versehen, während der Rest des Flugzeugs stoffbespannt war. Die Abmessungen des Flugzeuges waren gegenüber dem Vorgängermodell Martin T3M geringer.
Die Anordnung der Besatzungsmitglieder im Flugzeug blieb dieselbe wie bei der Martin T3M, jedoch wurden die Fenster auf eine runde Form umgestellt. Die Rumpfstruktur des Flugzeuges war leichter, da sie aus einer neuen Chrom-Molybdän-Stahllegierung bestand, die geschweißt wurde; eine Technik, die bereits bei dem Vorgänger Martin T3M angewandt wurde. Das Seitenruder bestand aus Duraluminium und war hornausgeglichen, was bedeutet, dass ein Teil des Ruders nach vorne über das Scharnier hinausragte, um den Steuerdruck zu verringern und die Manövrierfähigkeit zu verbessern.
Tragflächen:
Die T4M besaß neue, einholmige, stoffbespannte Metallflügel die um 1,1 m kürzer war als die Holzflügel der T3M. Die Tragflächen waren klappbar. Diese konnte durch einfache Scharniere im hinteren Bereich der Tragfläche nach hinten geschwenkt werden.
Antrieb:
Als Antrieb bei der T4M diente der luftgekühlte Sternmotor Pratt & Whitney R-1690-24 Hornet der einen starren dreiblättrigen Metallpropeller der Firma Hamilton Standard antrieb. Die Verwendung des Sternmotors bot ein niedrigeres Gewicht als die Verwendung des Reihenmotores bei der Martin T3M. Auch der Motorkühler konnte entfallen, da der Sternmotor luftgekühlt war.
Die Grate Lake TG-2 war mit einem stärkeren Wright R-1820E Grd Cyclone ausgerüstet, der 423 kW (575 PS) leisten konnte.
Fahrwerk:
Die Martin T4M und der Great Lakes TG waren mit einem festen Spornradfahrwerk ausgestattet. Die Haupträder waren an starren Streben unter der Tragfläche montiert. Die Flugzeuge waren für Trägerlandungen robust ausgelegt und konnten alternativ mit Schwimmern für den Einsatz als Wasserflugzeuge ausgestattet werden. Bei der Great Lakes TG-Serie wurde das Fahrwerk für die vorderen Reifen vereinfacht und der Hecksporn war länger, bei der TG-2 gab es noch zusätzlich eine Stoßdämpfung am Hauptfahrwerk.
Ausrüstung / Cockpit:
Die Cockpitanordnung blieb im Vergleich zum Vorgängerflugzeug, der Martin T3M-2, unverändert. Der Bombenschütze saß vorne, der Pilot dahinter, sodass beide hintereinander angeordnet waren. Der Bombenschütze konnte durch Veränderung seiner Position durch eine Glasscheibe unter dem Motor nach vorne sehen, um die Bomben oder Torpedos ins Ziel zu bringen. Das dritte Besatzungsmitglied bediente das Maschinengewehr im hinteren Bereich des Flugzeugs.
Bewaffnung:
Torpedo:  Ein 18-Zoll-Torpedo (Mk. 7 Mod 3) in der Rumpfmitte, an einem Schlitten befestigt.
Bomben: Alternativ konnte Fliegerbomben unter dem Flugzeugrumpf und an den Tragflächen befestigt werden.
Maschinengewehre:  Zwei flexibles 0,30-Zoll-MG im hinteren Cockpit auf einem drehbaren Ring montiert, sowie ein weiteres MG im hinteren Cockpit nach unten.
Fangeinrichtung: Im Mai 1929 wurden bei Tests mit dem Drahtseilfangsystem Fore and Aft Übungen auf der USS Langley durchgeführt. Bei diesem System werden die Seile entlang des Flugdecks in Längsrichtung gespannt. Dabei sollen sich Fanghaken am Fahrwerk einhaken. Dies 8 bis 10 Fanghaken wurden später durch einen zentralen Fanghaken am Heck ergänzt, das quer gespannte Fangseile nutzen konnte, die sich dann durchgesetzt haben. Bei der Great Lakes TG gab es die Fanghaken am geänderten Fahrwerk nicht mehr.

## Versionen
Insgesamt wurden von diesem Flugzeugtyp 154 Flugzeuge gebaut.
Serienmaschine die aus einer Martin T3M-2 umgebaut und zum Prototypen der T4M wurden
BuNo: A-7224 umgebaut zur XT3M-3 und nochmal weiter umgebaut zur XT3M-4
Siehe weiteres unter Martin T3M
Martin XT4M-1 – Herstellerbezeichnung Martin Model 74
Ein Prototyp mit einem Pratt & Whitney R-1690-24
Werknummer: 173, BuNo: A-7566
Erstflug im April 1927
Martin T4M-1 – Herstellerbezeichnung Martin Model 74 mit einem Pratt & Whitney R-1690-24
54 gebaute Flugzeuge
Martin T4M-1, Werknummer: 299–352, BuNo: A-7596 – A-7649
48 gebaute Flugzeuge
Martin T4M-1, Werknummer: 353–400, BuNo: A-7852 – A-7899
Great Lakes TG-1
18 gebaute Flugzeuge mit einem Pratt & Whitney R-1690-24 und ein leicht verändertes Fahrwerk.
BuNo: A-8458 – A-8475
Great Lakes TG-2
32 gebaute Flugzeuge mit einem Wright R-1820-26
BuNo: A-8697 – A-8728
Great Lakes TG-1 Commercial
Ein Flugzeuge mit einem Pratt & Whitney Hornet
Kennzeichen: X520, Namen des Flugzeuges: Miss Great Lakes
Great Lakes Commercial 74 Werknummer: GL-2, Flugzeugkennzeichen: NC576

## Nutzung
Die Auslieferung der Serienflugzeuge der T4M-1 an die U.S. Navy begann im Dezember 1928.
Im Dezember 1941 waren noch sieben Martin T4M und Great Lakes TG im Bestand der U.S.Navy.
- United States Navy – Folgende Einheiten der US Navy nutzten die Martin T4M:[17]
  - USS Lexington (CV-2) – VT-1B (1928–1931)
  - USS Saratoga (CV-2) – VT-2B (1928–1937)
  - USS Wright (AV-1) – VJ-2S, VT-9S
  - Flottenstützpunkt Pearl Harbor – VP-6B später als VP-6F,[35] Black Cat squadron
  - USS Heron (AVP-2)[12]
- Folgende Einheiten der US Navy nutzten die Great Lakes TG:[17]
  - USS Saratoga (CV-2) – VT-2B (1930–1937)
  - VN-4D8 (1937)
  - USS Rigel (AD-13) – VJ-1 (1938)

## Technische Daten
| Kenngröße                   | Martin T4M-1 – Model 74 Wasserflugzeug                   | Martin T4M-1 – Model 74 Landflugzeug                     |
| --------------------------- | -------------------------------------------------------- | -------------------------------------------------------- |
| Besatzung                   | drei oder vier                                           | drei oder vier                                           |
| Länge                       | 11,48 m                                                  | 10,85 m                                                  |
| Spannweite                  | 16,15 m                                                  | 16,15 m                                                  |
| Höhe                        | 4,88 m                                                   | 4,50 m                                                   |
| Flügelfläche                | 60,94 m²                                                 | 60,94 m²                                                 |
| Flügelstreckung             |                                                          |                                                          |
| Leermasse                   |                                                          |                                                          |
| Gesamtmasse (Loaded weight) | 3581 kg                                                  | 3350 kg                                                  |
| Reisegeschwindigkeit        | 158 km/h                                                 | 158 km/h                                                 |
| Höchstgeschwindigkeit       | 183 km/h                                                 | 183 km/h                                                 |
| Dienstgipfelhöhe            | 2560 m                                                   | 3094 m                                                   |
| Reichweite                  | 1070 km                                                  | 1070 km                                                  |
| Triebwerke                  | 1 × Pratt & Whitney R-1690-24 Hornet mit 525 PS (386 kW) | 1 × Pratt & Whitney R-1690-24 Hornet mit 525 PS (386 kW) |
| Bewaffnung                  | drei Maschinengewehre 7,62 mm, ein Torpedo mit 730 kg    | drei Maschinengewehre 7,62 mm, ein Torpedo mit 730 kg    |

## Vergleichbare Typen
- Hawker Horsley
- Vickers Vildebeest
- Blackburn Velos
- Douglas T2D
- Boeing TB
- Martin T3M
- Blackburn Ripon
- Mitsubishi B2M